# Cantharidin
Cantharidin là một chất béo không mùi, không màu thuộc lớp terpenoid, do nhiều loài bọ cánh cứng tiết ra. Nó là chất gây bỏng hoặc chất độc với liều lượng lớn, nhưng các chế phẩm chứa nó được sử dụng trong lịch sử lại là thuốc kích dục (ruồi Tây Ban Nha). Ở dạng tự nhiên, cantharidin tiết ra khi bọ cánh cứng đực trao cho con cái như một món quà giao cấu trong quá trình giao phối. Sau đó, bọ cánh cứng cái dùng nó bọc trứng để bảo vệ khỏi những kẻ săn mồi.
Ngộ độc từ cantharidin là một mối quan tâm thú y đáng kể, đặc biệt là ở ngựa, nhưng nó cũng có thể gây độc cho con người nếu sử dụng (trong đó nguồn thường là tự phơi nhiễm thử nghiệm). Ở bên ngoài, cantharidin là một chất gây mụn nước (chất gây phồng rộp) mạnh, tiếp xúc với chất này có thể gây ra bỏng hóa chất nghiêm trọng. Với liều lượng và áp dụng đúng cách, các đặc tính tương tự cũng đã được sử dụng trong điều trị, ví dụ, để điều trị các tình trạng da, chẳng hạn như nhiễm trùng da molluscum contagiosum (u mềm lây).
Cantharidin được phân loại là chất cực kỳ nguy hiểm ở Hoa Kỳ, và phải tuân theo các yêu cầu báo cáo nghiêm ngặt của các cơ sở sản xuất, lưu trữ hoặc sử dụng nó với số lượng đáng kể.

## Hóa học

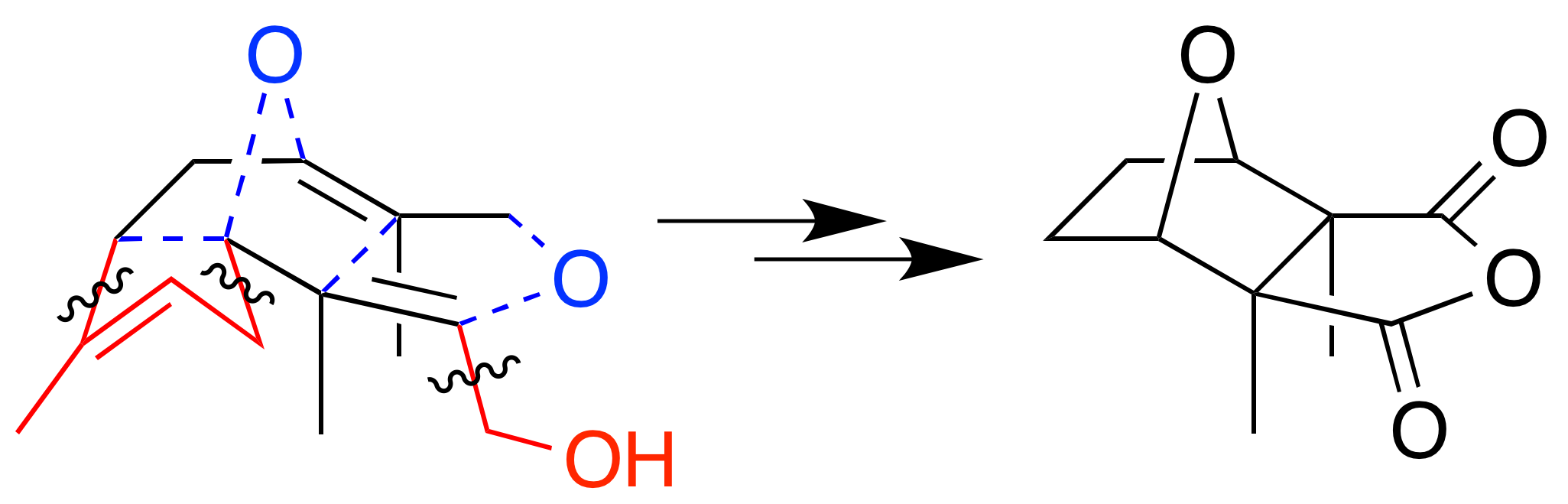
Sinh tổng hợp từ farnesol⁠— ⁠liên kết được hình thành và các nguyên tử chính được thêm vào có trong ; trong khi các liên kết bị phá vỡ và các nguyên tử/phân đoạn cấu trúc bị loại bỏ nằm trong.

### Cấu tạo và danh pháp
Cantharidin, từ tiếng Hy Lạp kantharis, nghĩa là bọ cánh cứng, là một hợp chất thiên nhiên không mùi, không màu, có khả năng hòa tan trong các dung môi hữu cơ khác nhau, nhưng chỉ hòa tan nhẹ trong nước. Cấu trúc của nó là ba vòng, chính thức là bộ ba vòng-[5.2.1.02,6] đê can. Các chức năng của nó bao gồm cấu trúc con anhydrit axit cacboxylic (−CO−O−CO−) trong một trong các vòng của nó, cũng như một cầu nối ete trong hệ thống vòng hai vòng của nó .

## Lịch sử

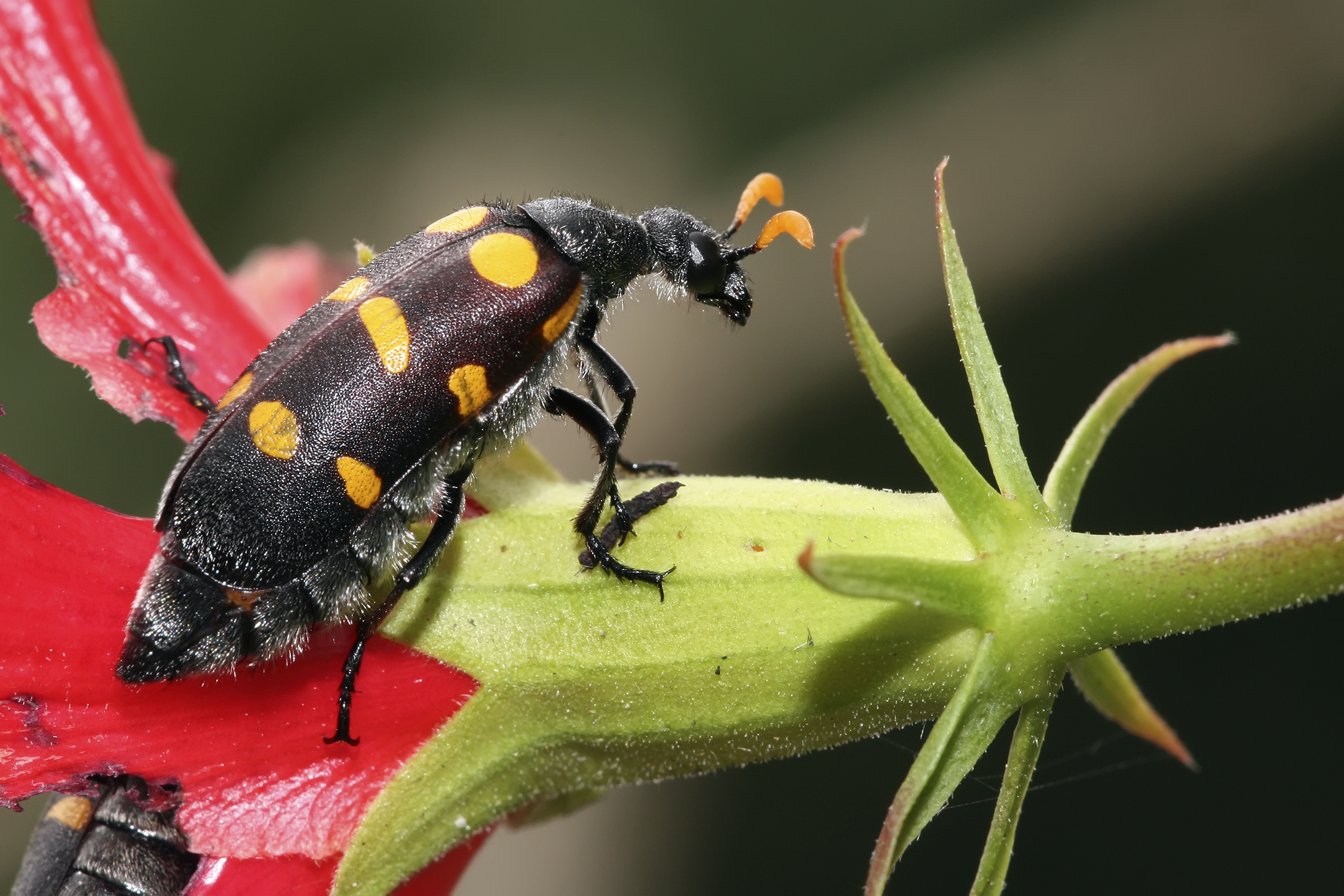
Hycleus lugens, một loài bọ cánh cứng có màu sắc dị thường, tiết ra chất cantharidin.

### Thuốc kích dục
Các chế phẩm làm từ Ruồi Tây Ban Nha đã được sử dụng từ thời cổ đại như một thuốc kích dục, có thể vì tác dụng vật lý của chúng được coi là bắt chước tác dụng kích thích tình dục, và vì chúng có thể gây cương cứng kéo dài hoặc priapism ở nam giới. Những chế phẩm này được gọi là cantharides, tiếng Hy Lạp có nghĩa là "bọ cánh cứng".

### Cách ly hóa dược
Cantharidin lần đầu tiên được phân lập dưới dạng một chất tinh khiết về mặt hóa học vào năm 1810 bởi Pierre Robiquet, một nhà hóa học người Pháp sống ở Paris. Robiquet đã phân lập cantharidin là thành phần hoạt chất trong các chế phẩm dược lý của Lytta vesicatoria, hay còn gọi là "ruồi Tây Ban Nha", một loài bọ cánh cứng. Đây là một trong những ví dụ lịch sử đầu tiên về việc xác định và trích xuất một nguyên tắc hoạt động đơn giản từ một loại thuốc phức tạp.

## Vấn đề thú y
Ngộ độc bởi các loài Epicauta từ cantharidin là một mối quan tâm thú y đáng kể, đặc biệt là ở ngựa; các loài gây hại cho nguyên liệu phụ thuộc vào khu vực—ví dụ: Epicauta pennsylvanica (bọ cánh cứng đen) ở vùng trung tây Hoa Kỳ; và E. các loài occidentalis, temexia và vittata (bọ cánh cứng sọc) ở phía tây nam Hoa Kỳ—nơi nồng độ của tác nhân trong mỗi loài có thể thay đổi đáng kể. Bọ cánh cứng ăn cỏ dại, và đôi khi di chuyển vào các cánh đồng trồng trọt được sử dụng để sản xuất thức ăn chăn nuôi (ví dụ: cỏ linh lăng), nơi chúng được tìm thấy tụ lại và tìm đường vào cỏ khô đóng kiện, ví dụ: một vảy đơn (phần 4–5 in.)có thể có vài trăm con côn trùng, hoặc không có con nào cả. Ngựa rất nhạy cảm với cantharidin do bọ cánh cứng tiết ra: LD50 đối với ngựa là khoảng 1 mg/kg trọng lượng cơ thể của ngựa . Ngựa có thể vô tình bị ngộ độc khi ăn những kiện thức ăn có bọ cánh cứng trong đó.

## Nghiên cứu

### Ứng dụng y tế
VP-102, một sự kết hợp giữa thuốc-thiết bị thử nghiệm bao gồm cantharidin được phân phối qua dụng cụ bôi sử dụng một lần, đang được nghiên cứu để điều trị u mềm lây, mụn cóc ghẻ và sùi mào gà.

### Hoạt tính sinh học
Cantharidin dường như có một số tác dụng trong điều trị tại chỗ bệnh leishmania ở da trên động vật. Ngoài các ứng dụng y tế tại chỗ, cantharidin và các chất tương tự của nó có thể có hoạt tính chống lại các tế bào ung thư. Các nghiên cứu trong phòng thí nghiệm với các tế bào khối u nuôi cấy cho thấy rằng hoạt động này có thể là kết quả của sự ức chế PP2A.